# Copa del Caribe de 1998
La Copa del Caribe de 1998 fue la 9.ª edición del torneo de fútbol a nivel de selecciones más importante del Caribe organizado por la CFU y tuvo como sede de la Ronda Final a Jamaica y a Trinidad y Tobago.
Jamaica venció en la final a Trinidad y Tobago para ganar el título por segunda ocasión.

## Primera Fase

### Grupo 1
Se jugó en  Aruba los días 3, 5 y 7 de marzo de 1998.